# Corazones enterrados
Corazones enterrados (en hangul, 보물섬; romanización revisada, Bomoolsom) es una serie de televisión surcoreana, un drama de venganza y suspenso escrito por Lee Myung-hee, dirigido por Jin Chang-gyu, y protagonizado por Park Hyung-sik, Heo Joon-ho, Lee Hae-young y Hong Hwa-yeon. Se emitió por el canal SBS del 21 de febrero al 12 de abril de 2025, en horario de viernes y sábados a las 22:00 (hora local coreana). También estaba disponible en el servicio OTT Disney+ desde el 21 de julio del mismo año.

## Sinopsis
Seo Dong-ju sustrae 2000 millones de wones de un fondo de actividades ilícitas de un grupo empresarial, y lucha con todo lo que tiene para destruir el mal absoluto que acabó con él mismo y su mundo.

## Reparto

### Principal
- Park Hyung-sik como Seo Dong-ju/Seong Hyeon, jefe del equipo de cooperación externa en la oficina del presidente del Grupo Daesan, exnovio de Eun-nam y compañero de secundaria de Hee-chul. Creció sin padres, por lo que nunca soñó con tener estudios universitarios o trabajar en una gran empresa. Siempre consideró a su hermana mayor como si fuera su madre. Tiene una extraordinaria memoria fotográfica, y gracias a esta habilidad logró el favor del presidente de la corporación.[1][2]
- Heo Joon-ho como Yeom Jang-sun, profesor emérito de la Facultad de Derecho, un verdadero hombre de poder y riqueza que causó la desgracia de Dong-ju. Representa el mal absoluto que este quiere destruir. Es el padre de Hee-chul y suegro de Eun-nam.[3][4]
- Lee Hae-young como Heo Il-do, padre de Tae-yoon, presidente de Daesan Energy. Es el yerno mayor del presidente del Grupo Daesan, Cha Kang-cheon, marido de Deok-hee y compañero de universidad del fallecido Sun-ho. Es un hombre extremadamente ambicioso, que quiere transmitir el grupo Daesan a su hijo.[2][5]
- Hong Hwa-yeon como Yeo Eun-nam,  exnovia de Dong-ju, hija del fallecido Sun-ho, primer marido de Deok-hee. Trabaja en la sede de Daesan Energy en Seúl. Es nieta del presidente Cha Kang-cheon, hija adoptiva de Il-do. Está casada con el fiscal Hee-cheol.[6][7]

### Secundario

#### Grupo Daesan
- Woo-Hyun como Cha Kang-cheon, el segundo presidente del Grupo Daesan, un hombre ambicioso y de personalidad aguda y agresiva. Es el padre de Deok-hee y Guk-hee, padre biológico de Seon-woo y abuelo materno de Tae-yoon y Eun-nam.[8][9]

#### Cha Deok-hee y su familia
- Kim Jung-nan como Cha Deok-hee, directora de la Fundación Cultural Daesan, hija mayor de Cha Kang-cheon. Tuvo a Yeo Eun-nam con su primer marido, y volvió a casar con Heo Il-do, con el que tuvo a Tae-yoon. Es hermanastra de Seon-woo y hermana mayor de Gook-hee. Su gran objetivo es transmitir el grupo Daesan a su hijo Tae-yoon, y por él es capaz de dejar de lado los escrúpulos.[9][10]
- Yoon Sang-hyeon como Heo Tae-yoon, estudiante de administración de empresas, hijo de Il-do y Deok-hee. Director a tiempo parcial de la Fundación Cultural Daesan. Ha sido amigo cercano de Dong-ju desde sus días como nuevo empleado, pero más tarde entra en conflicto con él para proteger a su padre.[10][11]

#### Cha Gook-hee y su familia
- Hong Soo-hyun como Cha Gook-hee, presidenta de Daesan Chemical, segunda hija del presidente Cha Kang-cheon y hermanastra de Seon-woo.[9][12]
- Ha Soo-ho como Kim Do-soo, jefe del Departamento de Neurocirugía del Hospital Daesan, esposo de Guk-hee. El cuñado de Il-do. El segundo yerno de Kangcheon.

#### Ji Young-soo y su familia
- Do Ji-won como Ji Young-soo, propietaria de una panadería, antes fue una popular locutora en la radiodifusión pública. Madre de Seon-woo.[9][10]
- Cha Woo-min como Ji Seon-woo. Ha abandonado la escuela secundaria y aspira a ser chef de panadería. Hijo de Young-soo y de Cha Kang-cheon, en su caso ilegítimo. Hermanastro, pues, de Deok-hee y Gook-hee.[13][14]

#### Personas relacionadas con el Grupo Daesan
- Seo Kyung-hwa como la señora Gong, ama de llaves de Daesan-ga, responsable de los asuntos domésticos.
- Lee Sun-hee como Hyeon Ja-ok, criada de Daesan-ga, escapó de Corea del Norte con su familia cuando era adolescente.[15]
- Song Jin-woo como Do Jae-pil, jefe de la cocina en Daesan-ga, y marido de Ja-ok. Es un desertor que escapó de Corea del Norte cuando tenía poco más de 20 años.
- Kim Hak-sun como Kang Seong, padre de Lee-hyeon, amigo de Il-do: ambos fueron compañeros en el movimiento estudiantil. Es un arquitecto paisajista.[16]
- Susanna Noh como Kang Lee-hyeon, hija de Kang Seong; es neuróloga del hospital Daesan y amiga de Heo Il-do. Se hace cargo del tratamiento de Dong-ju cuando pierde la memoria y es ingresado en su hospital.[17]
- Kim Min-sang como Choi Ki-hyeon, el jefe de la oficina del presidente del Grupo Daesan. Ha estado ayudando al presidente Cha Kang-cheon durante tanto tiempo que se ha ganado la total confianza de este.[18]

#### Entorno de Yeom Jang-sun
- Kwon Soo-hyun como Yeom Hee-cheol, fiscal de la Fiscalía del Distrito de Seúl, sobrino de Jang-sun y marido de Eun-nam. Compañero de secundaria de Dong-ju. Es una persona tímida, que era cercana a Dong-ju durante sus días escolares, pero gradualmente comienza a sentirse inferior a él y a albergar sentimientos de rivalidad.[19][20]
- Lee Hang-na como Seong Bo-yeon, la esposa de Yeom Jang-sun y tía abuela de Hee-cheol.
- Joo Yeon-woo como Cheon Gu-ho, secretario y guardaespaldas de Yeom Jang-sun; trabaja para él desde que Yeom estaba en el Servicio de Inteligencia Nacional.[21]
- Jeon Jin-gi como Yeom Chi-seon.
- Seong No-jin.
- Kim Ki-moo como Jo Yang-chun.
- Choi Kwang-il.[22]
- Jang So-yeon como Seok Soo-kyung.[9]

#### Entorno de Seo Dong-ju
- Lee Yu-jun como Bae Won-bae, un operario del puerto pesquero, exenfermero de un hospital local. Tuvo que abandonar el hospital tras haber puesto al descubierto la corrupción que reinaba en él; este hecho le granjeó el rencor de algunos implicados, que lo denunciaron a la policía con falsas acusaciones. Salvó la vida de Dong-ju después de que le dispararan y lo dejaran por muerto. Usa el seudónimo de Jang Il-nam.[23][24]
- Gong Ji-ho como Myeong Tae-geum, directora del comercio Seoul Musical Instruments en el centro comercial Seun. Detrás de esta fachada honorable, resulta ser miembro de la cuarta generación de una familia de usureros privados de Myungbo, que ha heredado un «negocio familiar centenario» que existe desde el período colonial japonés.[25][26]

### Apariciones especiales
- Han Ji-hye como Agnes (Seo Yeon-ju), monja de la catedral, hermana mayor de Dong-ju. Está preocupada por la ardiente ambición de este y es una de las pocas personas que conoce su pasado (episodio 1).[27][28]
- Joo Sang-wook como Yeo Soon-ho, el primer marido de Cha Deok-hee y padre biológico de Yeo Eun-nam (ep. 3).[29][30]
- Ryu Seung-soo como Nam Sang-cheol, diputado en las últimas cuatro legislaturas de la Asamblea Nacional como representante de Gangnam. Él es el promotor principal de la Ley de Negocios Energéticos, que trajo beneficios al Grupo Daesan.[31]

## Producción
Corazones enterrados es una serie dramática de dieciséis capítulos coproducida por Studio S, A2Z Entertainment y Prumir Factory. El guion es obra de Lee Myung-hee, que firmó también el del gran éxito de audiencia Money Flower en 2017; ambas series comparten algunos temas: el dinero, la ambición y la venganza. El director es Jin Chang-gyu, cuyo anterior trabajo en Military Prosecutor Doberman recibió críticas favorables.

### Reparto
El 28 de marzo de 2024 la agencia de Park Hyung-sik comunicó que había sido elegido para protagonizar la serie y que el comienzo del rodaje estaba previsto para junio. También la agencia de Heo Joon-ho comunicó que estaba considerando positivamente una oferta de participación. En efecto, el 13 de junio algunos medios periodísticos publicaron que se había realizado la lectura del guion y que los protagonistas serían Park Hyung-sik y Heo Joon-ho. El 13 de septiembre el equipo de producción de la serie confirmó a ambos en los papeles principales. Heo Joon-ho comentó poco antes del estreno acerca de su personaje: «he interpretado papeles de villano en otros trabajos antes, pero este personaje es tan malo que quiero alejarme de él más rápido que nunca [...] Todavía estoy luchando con el guion para digerir [su] personalidad sorprendentemente malvada».
En julio de 2024 se confirmó la presencia de Yoon sang-hyun. Para el papel de Eun-nam se anunció en octubre de 2024 el nombre de una actriz novata, Hong Hwa-yeon, que había sido elegida en audición entre unas cien candidatas. También Gong Ji-ho, excomponente del grupo Oh My Girl y anunciada el 30 de septiembre, afrontó con esta serie su primer papel dramático de entidad. La agencia de Kwon Soo-hyun anunció asimismo en octubre la elección de su representado.

### Promoción y estreno
El 9 de enero de 2025 SBS publicó imágenes de la lectura del guion, que había tenido lugar en junio del año anterior. El 20 el canal distribuyó el cartel principal, que representa a los tres personajes masculinos protagonistas. El 31 del mismo mes se lanzó el segundo avance, de 45 segundos de duración. El 14 de febrero fue el turno de un vídeo con imágenes y entrevistas a los actores en el set de rodaje. Por último, al día siguiente emitió un programa especial previo al estreno para presentar la serie, que incluye algunas escenas de esta y entrevistas a los cuatro protagonistas.
El estreno de la serie estaba previsto para el 14 de febrero, pero se retrasó al 21 debido a que un capítulo de su antecesora en la franja horaria, Exploradora del amor, se había cancelado el 31 de enero y tenía que recuperar un día. Por otra parte, el 6 de febrero Disney+ anunció que estaría disponible en su plataforma desde el 21 de julio.

## Audiencia
| Temporada | Temporada | Episodio número | Episodio número | Episodio número | Episodio número | Episodio número | Episodio número | Episodio número | Episodio número | Episodio número | Episodio número | Episodio número | Episodio número | Episodio número | Episodio número | Episodio número | Episodio número | Promedio |
| Temporada | Temporada | 1               | 2               | 3               | 4               | 5               | 6               | 7               | 8               | 9               | 10              | 11              | 12              | 13              | 14              | 15              | 16              | Promedio |
| --------- | --------- | --------------- | --------------- | --------------- | --------------- | --------------- | --------------- | --------------- | --------------- | --------------- | --------------- | --------------- | --------------- | --------------- | --------------- | --------------- | --------------- | -------- |
|           | 1         | 1.143           | 1.544           | 1.579           | 1.885           | 1.680           | 1.933           | 1.848           | 2.211           | 2.149           | 2.347           | 2.100           | 2.272           | 2.425           | 2.691           | 2.363           | 2.656           | 2.052    |

| Episodio | Fecha de emisión      | Índices de audiencia (Nielsen Korea) | Índices de audiencia (Nielsen Korea) |
| Episodio | Fecha de emisión      | Nacional                             | Seúl                                 |
| --- | --------------------- | ------------------------------------ | ------------------------------------ |
| 1 | 21 de febrero de 2025 | 6,1 % (9.ª)                          | 6,0 % (8.ª)                          |
| 2 | 22 de febrero de 2025 | 8,1 % (2.ª)                          | 7,8 % (2.ª)                          |
| 3 | 28 de febrero de 2025 | 8,8 % (3.ª)                          | 8,9 % (3.ª)                          |
| 4 | 1 de marzo de 2025    | 10,2 % (2.ª)                         | 9,8 % (2.ª)                          |
| 5 | 7 de marzo de 2025    | 9,2 % (3.ª)                          | 9,0 % (3.ª)                          |
| 6 | 8 de marzo de 2025    | 11,2 % (2.ª)                         | 11,0 % (2.ª)                         |
| 7 | 14 de marzo de 2025   | 10,9 % (3.ª)                         | 10,4 % (2.ª)                         |
| 8 | 15 de marzo de 2025   | 12,3 % (2.ª)                         | 12,3 % (2.ª)                         |
| 9 | 21 de marzo de 2025   | 12,2 % (3.ª)                         | 12,2 % (2.ª)                         |
| 10 | 22 de marzo de 2025   | 13,1 % (2.ª)                         | 13,0 % (2.ª)                         |
| 11 | 28 de marzo de 2025   | 11,7 % (2.ª)                         | 11,9 % (1.ª)                         |
| 12 | 29 de marzo de 2025   | 12,7 % (2.ª)                         | 12,5 % (2.ª)                         |
| 13 | 4 de abril de 2025    | 13,4 % (1.ª)                         | 14,0 % (1.ª)                         |
| 14 | 5 de abril de 2025    | 14,6 % (2.ª)                         | 14,5 % (2.ª)                         |
| 15 | 11 de abril de 2025   | 13,4 % (1.ª)                         | 13,6 % (1.ª)                         |
| 16 | 12 de abril de 2025   | 15,4 % (2.ª)                         | 15,7 % (2.ª)                         |
| Promedio | Promedio              | 11,5 %                               | 11,4 %                               |
| - En la tabla superior, los números azules representan las calificaciones más bajas y los números rojos representan las más altas. |                       |                                      |                                      |